# Екви Терме (Маса-Карара)
Екви Терме је насеље у Италији у округу Маса-Карара, региону Тоскана.
Према процени из 2011. у насељу је живело 67 становника. Насеље се налази на надморској висини од 265 м.